# NGC 1449
NGC 1449 is een lensvormig sterrenstelsel in het sterrenbeeld Eridanus. Het hemelobject werd op 9 oktober 1864 ontdekt door de Duits-Deense astronoom Heinrich Louis d'Arrest.

## Synoniemen
- PGC 13798
- MCG -1-10-32